# Ogród botaniczny w Bingerville
Ogród botaniczny w Bingerville (fr. Jardin botanique de Bingerville) – ogród botaniczny znajdujący się w Bingerville, w Wybrzeżu Kości Słoniowej (region Lagunes).

## Historia
Ogród powstał w okresie kolonialnym. Początkowo w latach 1904–1905 był to ogród rezydencji gubernatora Gabriela Angoulvanta. W 1934 przekształcono ją w budynek straży Metysów, a po przeniesieniu stolicy do Abidżanu został w niej umieszczony sierociniec dla chłopców (1972). Rośliny sprowadzano tu od około 1905, ale za ogród botaniczny uznano go w 1952 i realizował m.in. cele badawcze l'Institut de recherche Café-Cacao. Po wybiciu się na niepodległość przez Wybrzeże Kości Słoniowej ogród zaczął popadać w zaniedbanie i ruinę. Tracił też znaczenie naukowe i badawcze i pozbywał cennych okazów flory. Od 1980 kraj stał się areną wojny domowej, która nie oszczędza ogrodu. Od dawna nie są odnawiane zasoby sprzętowe czy kolekcja roślin. Do 1997 placówki pilnowali sporadycznie agenci ochrony. Potem ogród został całkowicie opuszczony. Niektóre jego części zostały przez okolicznych mieszkańców przystosowane jako poletka uprawne kukurydzy, bananów, manioku, pochrzynu i innych. Niezależnie od tego część ogrodu nadal udostępniana jest do zwiedzania.